# Pericolo estremo
Pericolo estremo (titolo originale: Extreme) è una serie televisiva statunitense del 1995, ideata da Ron Booth e Didier LaFond. Protagonisti della serie sono James Brolin, Cameron Bancroft, Brooke Langton, Julie Bowen, Justin Lazard e Tom Wright.
Della serie, che andò in onda per una sola stagione, furono realizzati solamente sette episodi.

Negli Stati Uniti, il telefilm andò in onda per la prima volta sulla ABC dal 29 gennaio al 6 aprile 1995. In Italia, il telefilm venne trasmesso da Italia 1.

## Descrizione
Protagonista delle vicende è una squadra di soccorso che opera sulle nevi di Steep, nello Utah, e a capo della quale vi è Reese Wheeler (James Brolin).
Fanno da sfondo alle vicende le storie d'amore tra i protagonisti.